# Казниго
Казниго (итал. Casnigo) — коммуна в Италии, располагается в регионе Ломбардия, в провинции Бергамо.
Население составляет 3348 человек (2008 г.), плотность населения составляет 248 чел./км². Занимает площадь 13 км². Почтовый индекс — 24020. Телефонный код — 035.
Покровителями коммуны почитаются Пресвятая Богородица (Madonna d'Erbia), святой Иоанн Креститель и святой Себастьян, празднование 5 августа.

## Демография
Динамика населения:

## Администрация коммуны
- Официальный сайт: http://www.comune.casnigo.bg.it/ Архивная копия от 19 мая 2010 на Wayback Machine